# Picarel
Spicara smaris
Espèce
Synonymes
- Maena smaris (Linnaeus, 1758)[1],[2]
- Smaris alcedo (Risso, 1810)[1],[2]
- Smaris gracilis Bonaparte, 1836[1],[2]
- Smaris maurii Bonaparte, 1836[1],[2]
- Smaris smaris (Linnaeus, 1758)[1],[2]
- Smaris vulgaris Valenciennes, 1830[1],[2]
- Sparus alcedo Risso, 1810[1],[2]
- Sparus smaris Linnaeus, 1758[1],[2]
- Spicara alcedo (Risso, 1810)[1],[2]

Statut de conservation UICN

 LC  : Préoccupation mineure
Le Picarel ou Jarret , Spicara smaris, est une espèce de poissons, appartenant à la famille des Sparidés, commune en Méditerranée.